# Epicopeia philenora
Epicopeia philenora is een vlinder uit de familie van de Epicopeiidae. De wetenschappelijke naam van de soort is voor het eerst geldig gepubliceerd in 1841 door Westwood.